# Приказка за добротата
„Приказка за Добротата“ е българска картинна книга, нарисувана от 7-годишната художничка Сълзица Борисова, а текстът е написан от майка ѝ – поетесата Тоня Борисова. Според някои оценки книгата е рекорд за най-млад художник, нарисувал картинна книга. Благодарение на нея и на другите си произведения Сълзица Борисова, вече 20-годишна, е помогнала на много деца, занимавайки се с благотворителност. Книгата е одобрена от Министерство на образованието и науката като учебно помагало, а целта на така предвидените двуезични издания ще развиват комуникативните умения на децата с два родни езика.